# 让·德·瓦莱特

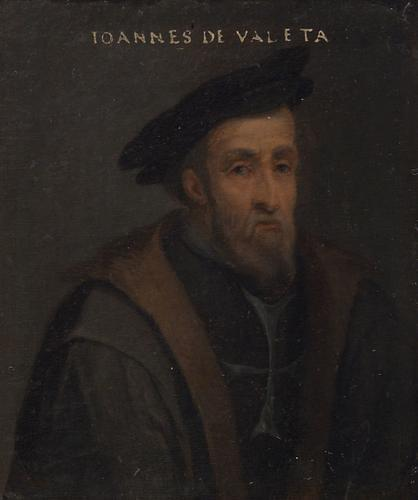
让·帕里索·德·拉·瓦莱特

让·帕里索·德·拉·瓦莱特 (Jean Parisot de la Valette，1495年2月4日—1568年8月21日)，法国贵族，在1557年至1568年担任第49任马耳他骑士团大教长。作为医院骑士团的一员，他在罗得岛同奥斯曼帝国进行战斗。作为骑士团大教长，瓦莱特成为了骑士团最伟大的英雄和领袖人物，在1565年马耳他之役中英勇抗击奥斯曼帝国并取得胜利。
1566年，拉·瓦莱特打下了瓦萊塔的基礎，然而他死於1568年，無法見證瓦萊塔城的完工。